# Platanus occidentalis
É uma das árvores exóticas mais utilizadas com fins ornamentais pela sua boa aclimatação a condições duras e rápido crescimento. A casca descola-se em lâminas que acabam por cair. Folha característica de bordos pontiagudos. Fruto esférico. 